# Calineczka (film 1964)
Calineczka (ros. Дюймовочка, Diujmowoczka) – radziecki film animowany z 1964 roku w reżyserii Leonida Amalrika powstały na podstawie baśni Hansa Christiana Andersena o tej samej nazwie.

## Obsada (głosy)
- Galina Nowożyłowa jako Calineczka (Diujmowoczka)
- Michaił Janszyn jako Kret
- Erast Garin jako Rak
- Siergiej Martinson jako Żuk
- Jelena Ponsowa jako Mysz
- Gieorgij Wicyn jako Konik polny

## Animatorzy
Iwan Dawydow, Tatjana Taranowicz, Marina Woskanjanc, Aleksandr Dawydow, Wadim Dołgich, Jelizawieta Komowa, Jurij Butyrin, Władimir Arbiekow, Rienata Mirienkowa, Iosif Kurojan

## Wersja polska
- Wersja polska: Studio Opracowań Filmów w Warszawie
- Reżysera: Urszula Sierosławska
- Tekst: Krystyna Skibińska-Subocz
- Dźwięk: Alina Hojnacka
- Montaż: Anna Siatkowska
- Kierownictwo produkcji: Małgorzata Zielińska

Źródło: